# Третий дивизион чемпионата мира по хоккею с шайбой 2026
Чемпионат мира по хоккею с шайбой 2026 года в III дивизионе — предстоящее спортивное соревнование по хоккею с шайбой под эгидой ИИХФ, которое пройдёт с 13 по 19 апреля в группе А в одной из столиц ЮАР Кейптауне и в группе В в китайском специальном административном районе Гонконг, городе Гонконге.

## Регламент
- По итогам турнира в группе А: команда, занявшая первое место получает право играть в группе B второго дивизиона чемпионата мира 2027 года, а команда, занявшая последнее место, переходит в группу B.
- По итогам турнира в группе B: команда, занявшая первое место, получают право играть играть в 2027 году в группе А, а команда, занявшая последнее место, переходит в четвёртый дивизион чемпионата мира 2027 года.

## Итоги турнира

### Группа A
- Сборная  перешла в группу В второго дивизиона.
- Сборная  вылетела в группу В третьего дивизиона.

### Группа B
- Сборная  перешла в группу А третьего дивизиона.
- Сборная  вылетела в четвёртый дивизион.

## Участвующие команды
В обеих группах чемпионата примут участие 12 национальных команд — две из Европы, одна из Северной Америки, одна из Африки, остальные восемь из Азии.
Сборная Таиланда примет участие в группе A после вылета со второго дивизиона чемпионата мира 2025 года, сборная Узбекистана стала участником группы B, как победитель четвёртого дивизиона чемпионата мира в 2025 году.

### Группа А
| Сборная              | Квалификация                                                                  |
| -------------------- | ----------------------------------------------------------------------------- |
| Таиланд              | Заняла 6-е место в группе В второго дивизиона и вылетела оттуда в 2025 году   |
| Туркменистан         | Заняла 2-е место в группе A третьего дивизиона в 2025 году                    |
| Турция               | Заняла 3-е место в группе A третьего дивизиона в 2025 году                    |
| ЮАР                  | Хозяева, заняла 4-е место в группе A третьего дивизиона в 2025 году           |
| Босния и Герцеговина | Заняла 5-е место в группе A третьего дивизиона в 2025 году                    |
| Мексика              | Заняла 1-е место в группе В третьего дивизиона и поднялась оттуда в 2025 году |

### Группа В
| Сборная    | Квалификация                                                                 |
| ---------- | ---------------------------------------------------------------------------- |
| Люксембург | Заняла 6-е место в группе А третьего дивизиона и вылетела оттуда в 2025 году |
| КНДР       | Заняла 2-е место в группе В третьего дивизиона в 2025 году                   |
| Гонконг    | Хозяева, заняла 3-е место в группе В третьего дивизиона в 2025 году          |
| Монголия   | Заняла 4-е место в группе В третьего дивизиона в 2025 году                   |
| Филиппины  | Заняла 5-е место в группе В третьего дивизиона в 2025 году                   |
| Узбекистан | Заняла 1-е место в четвёртом дивизионе и поднялась оттуда в 2025 году        |